# Elecciones estatales de Baja California de 1968
Las elecciones estatales de Baja California de 1968 tuvieron lugar el domingo 2 de junio de 1968, y en ellas se renovaron los cargos de elección popular en Baja California :
- 4 Ayuntamientos. Formados por un Presidente Municipal, delegados y regidores, electo para un período inmediato de 3 años no reelegibles para un período inmediato.
- Diputados al Congreso. Electos de Mayoría Relativa de cada uno de los Distritos Electorales.

## Organización
El 8 de diciembre de 1967 quedó definida la Comisión Estatal Electoral, siendo Gilberto Rodríguez González, presidente; Gastón H. Salazar Cárdenas, secretario; Austreberto Silva Olivares, como vocal; José Ramón Campos Márquez, como representante del PRI; y Manuel Gutiérrez Aguilar, como representante del PAN. 
El 20 de diciembre fue publicado en el Periódico Oficial del Estado la reforma de la Ley Electoral de Baja California. Entre los cambios significativos se encuentra la fecha, que pasó del primer domingo de agosto al primer domingo de junio (excepto si cae día 1). Para la constitución de partidos políticos locales se pedía como requisito, una organización de 10 mil asociados, entre otros requisitos.  La edad mínima para votar era de 18 años si estaban casados y de 21 si eran solteros. Además, era necesario inscribirse ante el Registro de Electores para ejercer el voto. 

### Partidos políticos
El 20 de marzo de 1968 fue publicada la lista de candidaturas por parte de la Comisión Estatal Electoral. Participaron el Partido Acción Nacional, el Partido Revolucionario Institucional, y por primera vez en Baja California, los Partidos Popular Socialista y Partido Auténtico de la Revolución Mexicana. Estos últimos solo para candidaturas al Congreso del Estado; el primero para los 9 distritos locales y el segundo, solo para 4.

## Sucesos
El 10 de mayo de 1968, un grupo de mujeres simpatizantes del Partido Acción Nacional, se manifestaron desde Tijuana, generando un movimiento que meses más tarde, el 13 de julio, llegaría hasta la Ciudad de México, en contra del fraude electoral que se llevaba a cabo durante las elecciones locales de ese año. El candidato del PAN, Luis Enrique Enciso Clark habría resultado ganador de la contienda que el mismo Luis Echeverría, en ese entonces Secretario de Gobernación, habría de anular, pues derrotó fácilmente al candidato oficial, el delegado del IMSS Luis Mario Santana Cobián; la anulación de la elección generó a un más manifestaciones y protestas denunciando el supuesto fraude cometido. En Mexicali, el candidato del PAN, Norberto Corella, que prácticamente "humilló" al candidato priista Gilberto Rodríguez González, fue acusado de no tener la ciudadanía mexicana y de seguir afiliado al PRI, al momento de la elección.
Por todos estos sucesos, el día 17 de junio de ese año, el gobernador Raúl Sánchez Díaz Martell declaró la anulación de las elecciones en Mexicali y Tijuana. En el caso de Mexicali, se argumentó que el candidato Norberto Corella no demostraba la nacionalidad mexicana requerida para el puesto de presidente municipal.En el caso de Tijuana, debido a "irregularidades graves cometidas en el proceso electoral que no permitieron expresar la libre voluntad ciudadana".
Fue hasta el día 27 de noviembre de ese año, que el Gobierno del Estado tomó protesta al Concejo Municipal de Mexicali, para iniciar funciones el 1 de diciembre de ese año, en el Auditorio del IMSS de dicha ciudad. Por su parte, en Tijuana, el H. Concejo Municipal se instaló  en el Gran Cinema, ubicado en la Calle 5ta y Niños Héroes. 
El 20 de marzo de 1970 se decretó la realización de elecciones extraordinarias para los municipios de Tijuana y Mexicali. La fecha designada fue el 5 de julio de 1970, con la finalidad de que los candidatos electos, terminen el período el día 30 de noviembre de 1971.

## Candidatos

### Ayuntamientos

#### Ensenada
| Ayuntamiento de Ensenada | Ayuntamiento de Ensenada | Ayuntamiento de Ensenada | Ayuntamiento de Ensenada             |       |            |
| Candidato                | Candidato                | Candidato                | Partido/Coalición                    | Votos | Porcentaje |
| ------------------------ | ------------------------ | ------------------------ | ------------------------------------ | ----- | ---------- |
| Gilberto Murguia Larios  |                          | Gilberto Murguia Larios  | Partido Acción Nacional              | —     | —          |
| Guilebaldo Silva Cota    |                          | Guilebaldo Silva Cota    | Partido Revolucionario Institucional | —     | —          |
| Total de votos válidos   | Total de votos válidos   | Total de votos válidos   | Total de votos válidos               |       | —          |

#### Mexicali
| Ayuntamiento de Mexicali       | Ayuntamiento de Mexicali | Ayuntamiento de Mexicali       | Ayuntamiento de Mexicali             |       |            |
| Candidato                      | Candidato                | Candidato                      | Partido/Coalición                    | Votos | Porcentaje |
| ------------------------------ | ------------------------ | ------------------------------ | ------------------------------------ | ----- | ---------- |
| Norberto Corella Gil Samaniego |                          | Norberto Corella Gil Samaniego | Partido Acción Nacional              | —     | —          |
| Gilberto Rodríguez González    |                          | Gilberto Rodríguez González    | Partido Revolucionario Institucional | —     | —          |
| Total de votos válidos         | Total de votos válidos   | Total de votos válidos         | Total de votos válidos               |       | —          |

#### Tecate
| Ayuntamiento de Tecate     | Ayuntamiento de Tecate | Ayuntamiento de Tecate     | Ayuntamiento de Tecate               |       |            |
| Candidato                  | Candidato              | Candidato                  | Partido/Coalición                    | Votos | Porcentaje |
| -------------------------- | ---------------------- | -------------------------- | ------------------------------------ | ----- | ---------- |
| Rubén Darío León Hernández |                        | Rubén Darío León Hernández | Partido Acción Nacional              | —     | —          |
| Alfonso Romero Bareño      |                        | Alfonso Romero Bareño      | Partido Revolucionario Institucional | —     | —          |
| Total de votos válidos     | Total de votos válidos | Total de votos válidos     | Total de votos válidos               |       | —          |

#### Tijuana
|  | 55.5 % |

|  | 44.5 % |

### Diputaciones

#### Distrito 1
| Congreso del Estado de Baja California | Congreso del Estado de Baja California | Congreso del Estado de Baja California | Congreso del Estado de Baja California      |       |            |
| Candidato                              | Candidato                              | Candidato                              | Partido/Coalición                           | Votos | Porcentaje |
| -------------------------------------- | -------------------------------------- | -------------------------------------- | ------------------------------------------- | ----- | ---------- |
| Enrique Silva González                 |                                        | Enrique Silva González                 | Partido Acción Nacional                     | —     | —          |
| Ángel Quintana Silver                  |                                        | Ángel Quintana Silver                  | Partido Revolucionario Institucional        | —     | —          |
| Juan José Ramos Villegas               |                                        | Juan José Ramos Villegas               | Partido Popular Socialista                  | —     | —          |
| Juan Antonares Mendoza                 |                                        | Juan Antonares Mendoza                 | Partido Auténtico de la Revolución Mexicana | —     | —          |
| Total de votos válidos                 | Total de votos válidos                 | Total de votos válidos                 | Total de votos válidos                      |       | —          |

#### Distrito 2
| Congreso del Estado de Baja California | Congreso del Estado de Baja California | Congreso del Estado de Baja California | Congreso del Estado de Baja California      |       |            |
| Candidato                              | Candidato                              | Candidato                              | Partido/Coalición                           | Votos | Porcentaje |
| -------------------------------------- | -------------------------------------- | -------------------------------------- | ------------------------------------------- | ----- | ---------- |
| Hermengildo Pérez Cervantes            |                                        | Hermengildo Pérez Cervantes            | Partido Acción Nacional                     | —     | —          |
| Guillermo Canett González              |                                        | Guillermo Canett González              | Partido Revolucionario Institucional        | —     | —          |
| David Anguiano Heredia                 |                                        | David Anguiano Heredia                 | Partido Popular Socialista                  | —     | —          |
| Rafael Pineda León                     |                                        | Rafael Pineda León                     | Partido Auténtico de la Revolución Mexicana | —     | —          |
| Total de votos válidos                 | Total de votos válidos                 | Total de votos válidos                 | Total de votos válidos                      |       | —          |

#### Distrito 3
| Congreso del Estado de Baja California | Congreso del Estado de Baja California | Congreso del Estado de Baja California | Congreso del Estado de Baja California      |       |            |
| Candidato                              | Candidato                              | Candidato                              | Partido/Coalición                           | Votos | Porcentaje |
| -------------------------------------- | -------------------------------------- | -------------------------------------- | ------------------------------------------- | ----- | ---------- |
| Víctor Hermosillo Celada               |                                        | Víctor Hermosillo Celada               | Partido Acción Nacional                     | —     | —          |
| Enrique Mora González                  |                                        | Enrique Mora González                  | Partido Revolucionario Institucional        | —     | —          |
| Felipe Adame Verduzco                  |                                        | Felipe Adame Verduzco                  | Partido Popular Socialista                  | —     | —          |
| Camerina Anaya de Quiroga              |                                        | Camerina Anaya de Quiroga              | Partido Auténtico de la Revolución Mexicana | —     | —          |
| Total de votos válidos                 | Total de votos válidos                 | Total de votos válidos                 | Total de votos válidos                      |       | —          |

#### Distrito 4
| Congreso del Estado de Baja California | Congreso del Estado de Baja California | Congreso del Estado de Baja California | Congreso del Estado de Baja California |       |            |
| Candidato                              | Candidato                              | Candidato                              | Partido/Coalición                      | Votos | Porcentaje |
| -------------------------------------- | -------------------------------------- | -------------------------------------- | -------------------------------------- | ----- | ---------- |
| Norberto Samaniego Moreno              |                                        | Norberto Samaniego Moreno              | Partido Acción Nacional                | —     | —          |
| Eleuterio Arroyo Zamora                |                                        | Eleuterio Arroyo Zamora                | Partido Revolucionario Institucional   | —     | —          |
| Jorge Castillo Salcedo                 |                                        | Jorge Castillo Salcedo                 | Partido Popular Socialista             | —     | —          |
| Total de votos válidos                 | Total de votos válidos                 | Total de votos válidos                 | Total de votos válidos                 |       | —          |

#### Distrito 5
| Congreso del Estado de Baja California | Congreso del Estado de Baja California | Congreso del Estado de Baja California | Congreso del Estado de Baja California      |       |            |
| Candidato                              | Candidato                              | Candidato                              | Partido/Coalición                           | Votos | Porcentaje |
| -------------------------------------- | -------------------------------------- | -------------------------------------- | ------------------------------------------- | ----- | ---------- |
| David Valdez Corella                   |                                        | David Valdez Corella                   | Partido Acción Nacional                     | —     | —          |
| Roberto Olivas Córdova                 |                                        | Roberto Olivas Córdova                 | Partido Revolucionario Institucional        | —     | —          |
| J. Jesús Morales Meza                  |                                        | J. Jesús Morales Meza                  | Partido Popular Socialista                  | —     | —          |
| Florencio Sandoval Mejía               |                                        | Florencio Sandoval Mejía               | Partido Auténtico de la Revolución Mexicana | —     | —          |
| Total de votos válidos                 | Total de votos válidos                 | Total de votos válidos                 | Total de votos válidos                      |       | —          |

#### Distrito 6
| Congreso del Estado de Baja California | Congreso del Estado de Baja California | Congreso del Estado de Baja California | Congreso del Estado de Baja California |       |            |
| Candidato                              | Candidato                              | Candidato                              | Partido/Coalición                      | Votos | Porcentaje |
| -------------------------------------- | -------------------------------------- | -------------------------------------- | -------------------------------------- | ----- | ---------- |
| J. Antonio Bretón Mena                 |                                        | J. Antonio Bretón Mena                 | Partido Acción Nacional                | —     | —          |
| Víctor Ibáñez Bracamontes              |                                        | Víctor Ibáñez Bracamontes              | Partido Revolucionario Institucional   | —     | —          |
| Liborio Giles Ramos                    |                                        | Liborio Giles Ramos                    | Partido Popular Socialista             | —     | —          |
| Total de votos válidos                 | Total de votos válidos                 | Total de votos válidos                 | Total de votos válidos                 |       | —          |

#### Distrito 7
| Congreso del Estado de Baja California | Congreso del Estado de Baja California | Congreso del Estado de Baja California | Congreso del Estado de Baja California |       |            |
| Candidato                              | Candidato                              | Candidato                              | Partido/Coalición                      | Votos | Porcentaje |
| -------------------------------------- | -------------------------------------- | -------------------------------------- | -------------------------------------- | ----- | ---------- |
| Darío Sánchez Enriquéz                 |                                        | Darío Sánchez Enriquéz                 | Partido Acción Nacional                | —     | —          |
| Guillermo Castellano Gómez             |                                        | Guillermo Castellano Gómez             | Partido Revolucionario Institucional   | —     | —          |
| Benito Garibay Jiménez                 |                                        | Benito Garibay Jiménez                 | Partido Popular Socialista             | —     | —          |
| Total de votos válidos                 | Total de votos válidos                 | Total de votos válidos                 | Total de votos válidos                 |       | —          |

#### Distrito 8
| Congreso del Estado de Baja California | Congreso del Estado de Baja California | Congreso del Estado de Baja California | Congreso del Estado de Baja California      |       |            |
| Candidato                              | Candidato                              | Candidato                              | Partido/Coalición                           | Votos | Porcentaje |
| -------------------------------------- | -------------------------------------- | -------------------------------------- | ------------------------------------------- | ----- | ---------- |
| Salvador Rosas Magallón                |                                        | Salvador Rosas Magallón                | Partido Acción Nacional                     | —     | —          |
| Daniel Figueroa Díaz                   |                                        | Daniel Figueroa Díaz                   | Partido Revolucionario Institucional        | —     | —          |
| Edmundo Medina Pando                   |                                        | Edmundo Medina Pando                   | Partido Popular Socialista                  | —     | —          |
| Alberto Acosta García                  |                                        | Alberto Acosta García                  | Partido Auténtico de la Revolución Mexicana | —     | —          |
| Total de votos válidos                 | Total de votos válidos                 | Total de votos válidos                 | Total de votos válidos                      |       | —          |

#### Distrito 9
| Congreso del Estado de Baja California | Congreso del Estado de Baja California | Congreso del Estado de Baja California | Congreso del Estado de Baja California |       |            |
| Candidato                              | Candidato                              | Candidato                              | Partido/Coalición                      | Votos | Porcentaje |
| -------------------------------------- | -------------------------------------- | -------------------------------------- | -------------------------------------- | ----- | ---------- |
| César Mancillas Hernández              |                                        | César Mancillas Hernández              | Partido Acción Nacional                | —     | —          |
| Bertha Coronado de Cortez              |                                        | Bertha Coronado de Cortez              | Partido Revolucionario Institucional   | —     | —          |
| Roberto Hernández Bobadilla            |                                        | Roberto Hernández Bobadilla            | Partido Popular Socialista             | —     | —          |
| Total de votos válidos                 | Total de votos válidos                 | Total de votos válidos                 | Total de votos válidos                 |       | —          |

## Resultados electorales

### Ayuntamientos
| Ayuntamiento | Alcalde electo                                    | Partido | Votos  |
| ------------ | ------------------------------------------------- | ------- | ------ |
| Mexicali     | Norberto Corella Gil Samaniego (elección anulada) |         |        |
| Mexicali     | Francisco Gallego Monge (Concejo Municipal)       |         |        |
| Tijuana      | Luis Enrique Enciso Clark (elección anulada)      |         | 30 269 |
| Tijuana      | Ernesto Pérez Rul (Concejo Municipal)             |         | 24 272 |
| Ensenada     | Lic. Guilebaldo Silva Cota                        |         |        |
| Tecate       | Alfonso Romero Bareño                             |         |        |

### Congreso local
| Partido | Partido | Partido                              | Diputados        | Diputados |  |
| Partido | Partido | Partido                              | Mayoría relativa | Total     |  |
|         |         | Partido Revolucionario Institucional | 9                | 9/9       |  |
| Total   | Total   | Total                                | 9                | 9         |  |

| Distrito | Diputado                    | Suplente                            | Partido | Partido                              |
| -------- | --------------------------- | ----------------------------------- | ------- | ------------------------------------ |
| I        | Ángel Quintana Silver       | María Elena V. Langlet de Molina    |         | Partido Revolucionario Institucional |
| II       | Guillermo Canett González   | Florencio Geraldo García            |         | Partido Revolucionario Institucional |
| III      | Enrique Mora González       | Eloisa Rosales de Ibarra            |         | Partido Revolucionario Institucional |
| IV       | Eleuterio Arroyo Zamora     | Francisco Aguilar Romero            |         | Partido Revolucionario Institucional |
| V        | Roberto Olivas Córdova      | Jospe Robles Gil                    |         | Partido Revolucionario Institucional |
| VI       | Víctor Ibáñez Bracamontes   | Eusebio Esteban Manríquez Manríquez |         | Partido Revolucionario Institucional |
| VII      | Guillermo Castellanos Gómez | Martiano Valdez Escobedo            |         | Partido Revolucionario Institucional |
| VIII     | Daniel Figueroa Díaz        | José Alfonso Sánchez Ortiz          |         | Partido Revolucionario Institucional |
| IX       | Bertha Coronado de Cortés   | Liborio Silva Martínez              |         | Partido Revolucionario Institucional |